# Golden Princess Film Production
 (février 2024).
Si vous disposez d'ouvrages ou d'articles de référence ou si vous connaissez des sites web de qualité traitant du thème abordé ici, merci de compléter l'article en donnant les références utiles à sa vérifiabilité et en les liant à la section « Notes et références ».
Golden Princess Film Production (金公主電影製作有限公司) est une société de production et de distribution cinématographique hongkongaise.
La société est fondée sous le nom de Golden Princess Amusement. Elle distribue à l'origine des films occidentaux et gère un circuit de cinéma à Hong Kong à la fin des années 1970, avec le soutien de Lawrence Louey, directeur de Kowloon Development dont la famille est alors propriétaire de Kowloon Motor Bus (en).
Après avoir investi dans des sociétés de production indépendantes telles que Cinema City, Always Good et Magnum dans les années 1980, Golden Princess commence à distribuer des films chinois et, avec Cinema City, devient le troisième plus important studio de Hong Kong en concurrence avec la Shaw Brothers et la Golden Harvest pendant presque une décennie.
Plus tard, lorsque les productions de Cinema City ralentissent, Golden Princess créé sa propre société, Golden Princess Film Production, dont le premier film réalisé est I Love Maria (en). Elle produit également un certain nombre de films de John Woo, comme The Killer, Une balle dans la tête, Les Associés et À toute épreuve.
Avec le déclin du marché du film à Hong Kong au milieu des années 1990, Golden Princess se retire finalement des activités d'exploitation, de distribution et de production. Son dernier film est Peace Hotel en 1995, qui est également le dernier film hongkongais de Chow Yun-fat avant son émigration à Hollywood. Son catalogue est racheté par Star TV.